# Chile en los Juegos Olímpicos de Nagano 1998
Chile estuvo representado en los Juegos Olímpicos de Nagano 1998 por un total de 3 deportistas (masculinos) que compitieron en esquí alpino. El portador de la bandera en la ceremonia de apertura fue Duncan Grob.
El equipo olímpico chileno no obtuvo ninguna medalla en estos Juegos.

## Esquí alpino
Masculino
| Atleta         | Evento        | Tiempo     | Posición   |
| -------------- | ------------- | ---------- | ---------- |
| Thomas Grob    | Descenso      | No terminó | No terminó |
| Thomas Grob    | Super gigante | No terminó | No terminó |
| Rainer Grob    | Descenso      | 1:58,75    | 28         |
| Nils Linneberg | Descenso      | 1:56,59    | 26         |

| Atleta      | Evento    | Eslalon  | Eslalon  | Descenso | Total   | Total    |
| Atleta      | Evento    | Tiempo 1 | Tiempo 2 | Tiempo   | Tiempo  | Posición |
| ----------- | --------- | -------- | -------- | -------- | ------- | -------- |
| Rainer Grob | Combinada | 58,50    | 54,63    | 1:41,26  | 3:34,49 | 13       |
| Thomas Grob | Combinada | 56,51    | 51,41    | 1:40,68  | 3:28,60 | 11       |